# Robert Fischer (Filmpublizist)

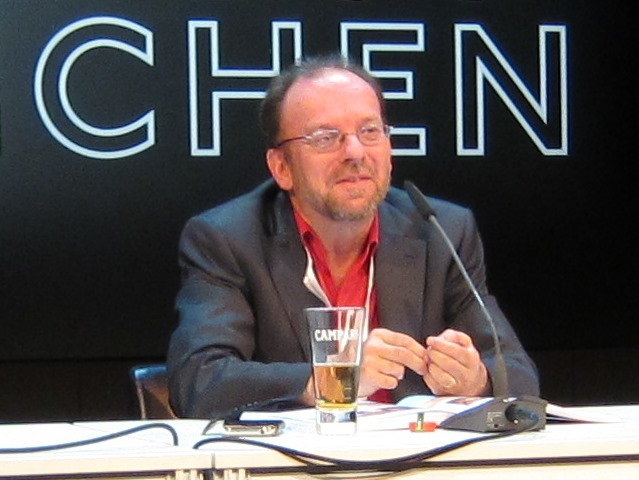
Robert Fischer auf dem Filmfest München 2014.

Robert Fischer (* 2. Oktober 1954 in Greven, auch: Robert Fischer-Ettel, Pseudonym: Robert J. Kirberg) ist ein deutscher Filmpublizist, Regisseur und Filmhistoriker.

## Leben und Wirken
Robert Fischer begann seine Karriere als Filmpublizist 1974 mit ersten Veröffentlichungen im Branchen-Informationsdienst Film-Telegramm Hamburg.
Von 1975 bis 1980 studierte er Publizistik, Germanistik und Kunstgeschichte an der Westfälischen Wilhelms-Universität in Münster, sowie der Ludwig-Maximilians-Universität München. Während des Studiums war er bereits für Kritiken und Festivalberichte für die Fachzeitschrift Evangelischer Filmbeobachter verantwortlich.
In seiner Arbeit als freiberuflicher Filmpublizist und -journalist veröffentlichte er zahlreiche Beiträge in den Fachzeitschriften epd Film und steadycam, sowie eigene Buchpublikationen. 1984 trat er eine Stelle als Korrespondent des Londoner Filmfachblattes Screen International an und arbeitete gleichzeitig bis 1990 als deutscher Redakteur des Festivalmagazins Journal anlässlich der Berlinale.
Von 1986 bis 1994 war Fischer verantwortlicher Redakteur des offiziellen Festival-Kataloges des Filmfests München, seit 1992 ist er außerdem Mitglied des Programm-Auswahlgremiums Internationaler Film. Von 1995 bis 1999 war er stellvertretender bzw. kommissarischer Leiter des Filmmuseums des Münchner Stadtmuseums, bevor er sich hauptsächlich seiner Tätigkeit als Dokumentarfilmer widmete.

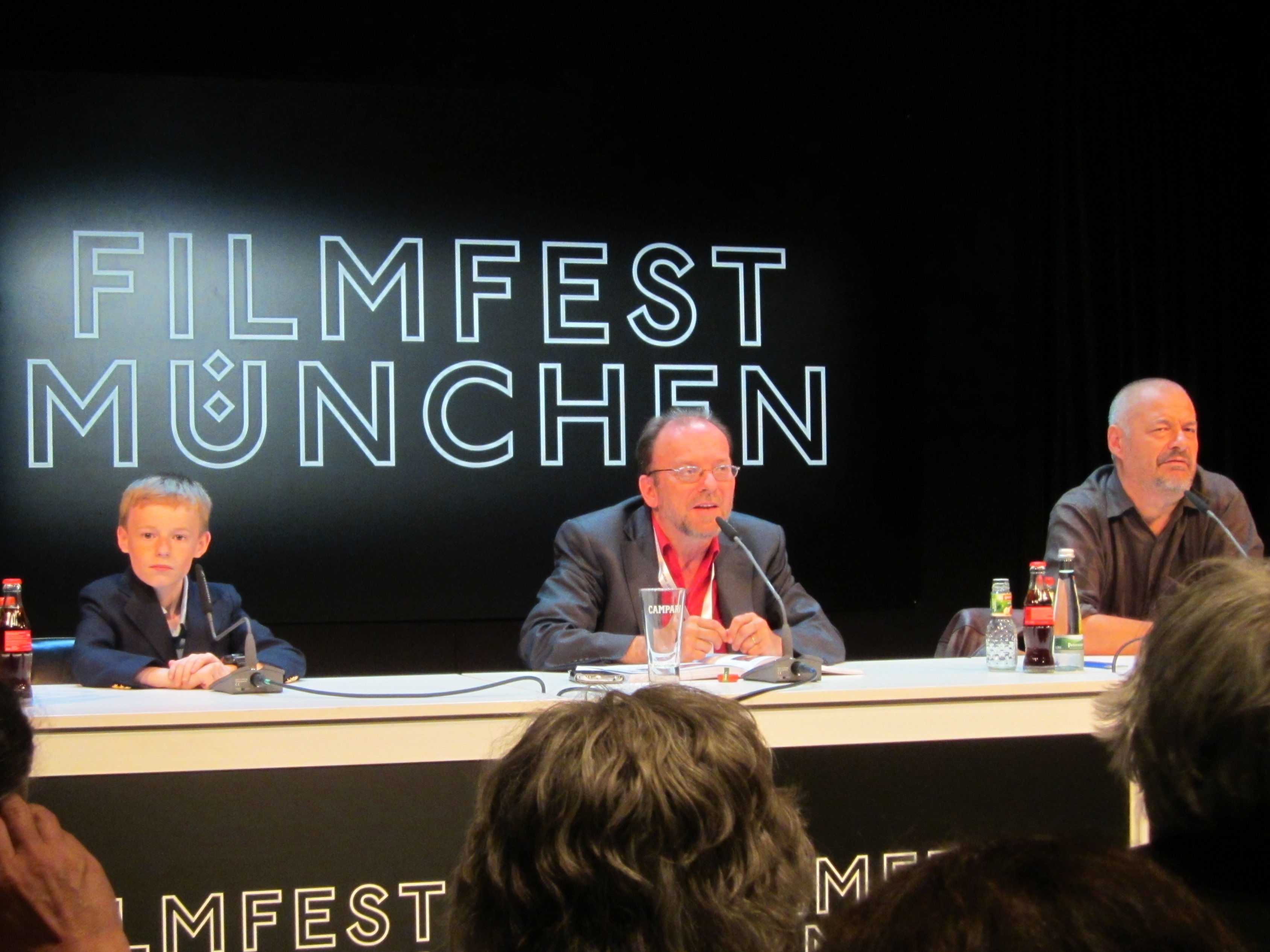
Robert Fischer (Mitte) moderierte auf dem Filmfest München 2014 ein Gespräch mit Kinderdarsteller Kyle Catlett und Regisseur Jean-Pierre Jeunet über deren Werk Die Karte meiner Träume.

Von 2000 bis 2002 nahm er Lehraufträge der Hochschule für Fernsehen und Film München und der Filmakademie Baden-Württemberg wahr.
Zusammen mit Herbert Klemens gründete Fischer 1993 das filmhistorische Bildarchiv Filmbild Fundus, das von der Stummfilmzeit bis heute ca. eine Million Motive erfasst und damit nach eigenen Angaben zu den größten privaten Filmbildarchiven Deutschlands zählt.
Robert Fischer konzeptionierte und realisierte Ausstellungen zum Thema Film in Berlin, Wien, München und Frankfurt. Er erarbeitete Synchronbücher überwiegend für französische Filme und übernahm zahlreiche Untertitelungen.
Robert Fischer war unter anderem in folgenden Auswahlgremien vertreten:
- FIPRESCI Jury der Filmfestivals in Cannes und San Sebastián
- Deutsche Oscar-Nominierungsjury
- Deutsche Vorauswahljury des Europäischen Filmpreises
- Beirat des Verbands der deutschen Filmkritik

## Publikationen

### Autor
- Regie: Alfred Hitchcock. Eine Bilddokumentation seiner Kunst. Programm Roloff und Seeßlen, Schondorf 1979, ISBN 3-88144-132-8.
- mit  Joe Hembus: Der neue deutsche Film 1960–1980. Goldmann, München 1981, ISBN 3-442-10211-1.
- Die letzte Metro. Film von François Truffaut (=Schriftenreihe Truffaut Band 3). Filmland-Presse, München 1982.
- als Robert J. Kirberg: Steve McQueen – seine Filme, sein Leben. Heyne, München 1985, ISBN 3-453-86081-0.
- mit Joe Hembus und Paolo Taggi: Il nuovo cinema tedesco 1960–1986. Gremese Editore, Rom 1987, ISBN 88-7605-282-8.
- Sanftmut und Gewalt: der Regisseur und Schauspieler Bernhard Wicki. Edition Filmwerkstatt, Essen 1991, ISBN 3-9807175-6-9.
- David Lynch. Die dunkle Seite der Seele. 3. Auflage, Heyne, München 1992, ISBN 3-453-05240-4.
- Jodie Foster – Hollywoods Wunderkind. 2. Auflage, Heyne, München 1993, ISBN 3-453-05975-1.
- Isabella Rossellini. Faszination eines Gesichts. Heyne, München 1994, ISBN 3-453-07319-3.
- mit Peter Sloterdijk, Klaus Theweleit, Andreas Rost (Hrsg.): Bilder der Gewalt. Mit einer Kontroverse zwischen Hans Günter Pflaum und Klaus Schreyer. Frankfurt am Main 1994, ISBN 3-88661-153-1.
- Bernhard Wicki: Regisseur und Schauspieler. Heyne, München 1994, ISBN 3-453-08515-9.
- Vivement Truffaut! Fotos, Plakate, Motive aus der Sammlung Robert Fischer. CICIM, München 1994, ISBN 3-920727-10-X.
- mit Peter Körte, Georg Seeßlen: Quentin Tarantino. 4. Auflage, Bertz + Fischer, Berlin 2004, ISBN 3-929470-88-8.

### Herausgeber
- François Truffaut, Elmar Elling: Jules und Jim. Film von François Truffaut (=Schriftenreihe Truffaut Band 1). Filmland-Presse, München 1981, ISBN 3-88690-045-2.
- François Truffaut, Karl-Dietmar Möller: Fahrenheit 451. Film von François Truffaut Filmland-presse, München 1982, ISBN 3-88690-046-0.
- François Truffaut: Briefe 1945–1984. vgs, Köln 1990, ISBN 3-8025-2188-9.
- Michael Althen, Edward Dmytryk: Edward Dmytryk – film director. Edition Filmwerkstatt, Essen 1990, ISBN 3-9802581-0-6.
- Monsieur Truffaut, wie haben Sie das gemacht? François Truffaut im Gespräch mit José-Maria Berzosa, Jean Collet und Jérôme Prieur. vgs, Köln 1991, ISBN 3-8025-2199-4.
- François Truffaut: Die Filme meines Lebens. Aufsätze und Kritiken. Frankfurt am Main 1997, ISBN 3-88661-174-4
- François Truffaut: Die Lust am Sehen. Frankfurt am Main 1999, ISBN 3-88661-215-5.
- Antoine de Baecque, Serge Toubiana: François Truffaut : Biographie. vgs, Köln 1999, ISBN 3-8025-2543-4.
- François Truffaut, Alfred Hitchcock: Truffaut/Hitchcock – Vollständige Ausgabe (=Mr. Hitchcock, wie haben Sie das gemacht?). Diana, München/Zürich 1999, ISBN 3-8284-5021-0.
- Rui Nogueira, Jean-Pierre Melville: Kino der Nacht. Gespräche mit Jean-Pierre Melville. Alexander, Berlin 2002, ISBN 3-89581-075-4.
- André Bazin: Was ist Film? Alexander, Berlin 2004, ISBN 3-89581-062-2.
- Robert Bresson: Notizen zum Kinematographen. Alexander, Berlin 2007, ISBN 3-89581-173-4.
- und Übersetzer: Éric Rohmer/Claude Chabrol: Hitchcock. Alexander-Verlag, Berlin/Köln 2013, ISBN 978-3-89581-280-4.

## Filme
- Strange behaviour of moving pictures (1978, Regie, Drehbuch, Produktion, Schnitt)
- La niña de tus ojos (1998, Dialogue Coach, Darsteller)
- Monsieur Truffaut trifft Mr. Hitchcock (1999, Regie, Drehbuch)
- Höre nie auf anzufangen – Der Ufa-Star Carola Höhn (2000, Regie, Drehbuch)
- Milos Forman: Kino ist Wahrheit (2000, Regie, Drehbuch)
- Fassbinder in Hollywood (2002, Regie)
- Working with François Truffaut: Claude de Givray and Bernard Revon, Co-Writers (2003, Neubearbeitung, Schnitt)
- Dalton Trumbo: Rebell in Hollywood (2006, Regie, Drehbuch)
- Ernst Lubitsch in Berlin – Von der Schönhauser Allee nach Hollywood (2006, Regie, Drehbuch)
- Von der Liebe und den Zwängen: Mutmaßungen über Fassbinders „Ich will doch nur, daß ihr mich liebt“ (2010, Regie, Drehbuch)
- Starting Out: The Making of Jerzy Skolimowski's Deep End (2011, Regie, Drehbuch)
- The Cinema and its Double – Rainer Werner Fassbinder's „Despair“ Revisited (2011, Regie, Drehbuch)
- Swan Song: The Story of Billy Wilder's Fedora (2014, Regie, Drehbuch, Produktion)
- Auf eigenen Schwingen: Die Visionen des Sir Hubert von Herkomer (2014, Regie, Drehbuch, Produktion)
- Return to Beethoven Street: Sam Fuller in Germany (2016, Regie, Drehbuch, Produktion)
- Das Arturo-Projekt (2022 Regie, Drehbuch, Schnitt, Produktion)[5]

Außerdem zeichnete Fischer seit 2003 diverse Interview-Filme auf, die als Bonusmaterial von unter anderem The Criterion Collection und Fantoma vertrieben werden.

## Auszeichnungen
Fischer ist Träger des Ordre des Arts et des Lettres für seine Verdienste um den französischen Film in Deutschland, verliehen durch Kulturminister Jack Lang am 15. Juni 1990. Fischer gewann als Autor 1990, 1991 und 1997 die Leserumfrage des epd Film zum Filmbuch des Jahres.